# Orel (frégate)
Pour les articles homonymes, voir Orel (homonymie).
La frégate russe Orel ou Oriol (en russe : Орёл, en français : Aigle, en anglais Eagle, en allemand Adler) fut le premier navire de guerre construit par la Russie, elle fut commandée par Alexis Ier de Russie afin d'assurer la protection des navires de commerce russes naviguant en mer Caspienne. L’Orel fut construit entre 1667 et 1669 sur le chantier naval de Dedinovo situé sur la rivière Oka. Bien que l’Orel fut capturée et incendiée en 1670, elle demeura durablement le symbole de la naissance de la puissance navale de la Russie.
L’Orel fut considéré comme le premier voilier russe de type européen occidental, même si le Frederick (ou Frédéric) fut construit en 1636 à Nijni Novgorod. Toutefois, le Frederick fut uniquement au service des ducs de Holstein-Gottorp, ayant été construit en coentreprise utilisant de la main d'œuvre et des matériaux russes, mais les fonds et la compétence furent fournis par le Holstein.

## Construction
Au XVIIe siècle, la Russie et la Perse développèrent des liens commerciaux très étroits, l'échange d'ambassades, le commerce des tissus, de la soie et autres marchandises. Le transport s'effectuait par la mer Caspienne. Cette route maritime permit à la Perse d'ouvrir non seulement son commerce avec la Russie, mais également avec l'ensemble de l'Europe, les négociants anglais et néerlandais furent très actifs. L'allemand Adam Olearius (1603-1671) fut envoyé en qualité d'émissaire au Schleswig-Holstein.
Afin de protéger cette croissance d'échanges commerciaux, le tsar Alexis Ier de Russie commanda un programme de construction navale. Le chantier naval fut construit au sud-ouest de Moscou, à Dedinovo, une ville située sur la rivière Oka dans l'actuel oblast de Moscou. Ce projet fut placé sous la responsabilité de la Chancellerie de Novgorod, la supervision fut exercée par le boyard Afanasy Ordin-Nachokine. Des marins expérimentés furent recrutés à Amsterdam, comme le Néerlandais Cornelius van Bockhoven (+1678) résidant à Moscou. Ce dernier fut engagé pour son expérience navale. L’Orel fut le premier grand navire russe, un bateau et deux autres navires de moindre tonnage furent également construits. Il s'agit d'un voilier de trois-mâts mesurant 24,5 mètres pour une largeur de 6,5 mètres déplaçant 250 tonnes. À son bord, un équipage comportant 23 marins et 35 soldats, un armement de 22 canons.
Bien que l’Orel fut lancé en 1668, les travaux n'étant pas encore terminé, il passa l'hiver ancré dans le port de Dedinovo. Sous le commandement de l'Irlandais David Butler, le navire quitta définitivement le chantier naval le 7 mai 1669. La frégate emprunta la Volga pour se rendre à son port d'attache d'Astrakhan.

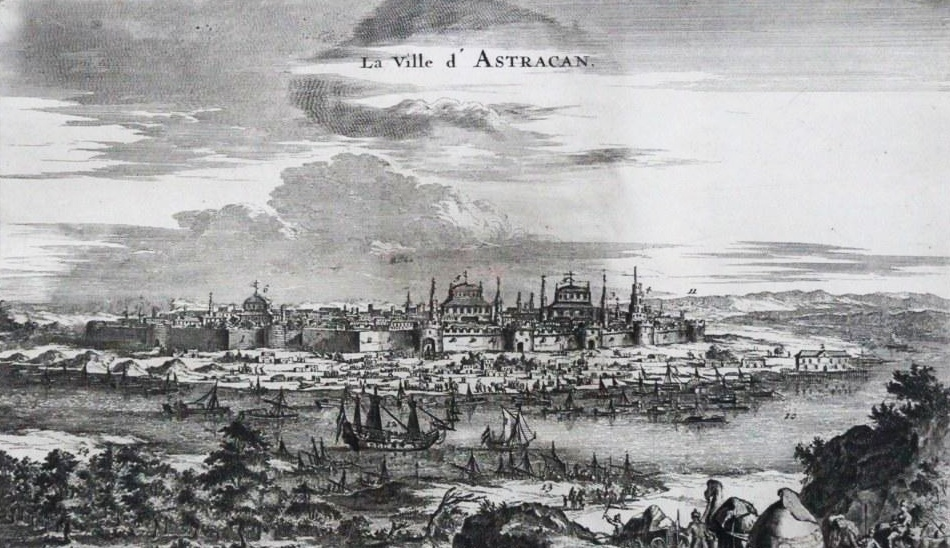
Coenraad Decker. La Ville d'Astrakhan et la frégate Orel.

Le navire à voiles emblème placé sur la flèche de l'Amirauté à Saint-Pétersbourg.

## Destruction de l’Orel
L’Orel jeta l'ancre dans le port d'Astrakhan en août 1669, mais ne remplit aucune mission de protection en mer Caspienne. Les forces rebelles ayant pour chef le cosaque Stenka Razine (1630-1671) attaquèrent les villes russes, et les canons de l’Orel et les hommes d'équipage furent dans l'obligation de défendre Astrakhan. Quant à la frégate, elle resta ancrée au port. Certains des canons du navire furent tirés depuis la citadelle. Lorsque les rebelles attaquèrent la ville en juin 1670, ne bénéficiant d'aucune défense, l’Orel était ancrée dans le port de la ville. Les cosaques se saisirent de la frégate et l'incendièrent puis l'abandonnèrent.
Le capitaine David Butler publia en 1683 ses activités à Astrakhan et la destruction de l’Orel, mais également les voyages de la Compagnie hollandaise de voyages Janvier Struys.

## Signification symbolique

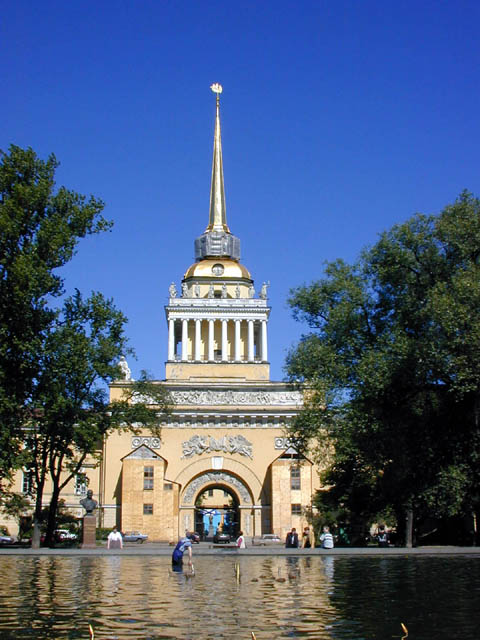
La flèche de l'Amirauté à Saint-Pétersbourg, surmontée d'une girouette représentant un navire en or

L'image d'un voilier située en haut de la flèche surmontant le bâtiment de l'Amirauté à Saint-Pétersbourg présente une grande ressemblance, elle fut modelée d'après l’Orel. Cette œuvre du maître hollandais Harmen van Boles (1683-1764) resta en place jusqu'en 1886 puis transférée au musée de la Marine à l'Amirauté de Saint-Pétersbourg, elle fut remplacée par une exacte copie du navire girouette en or. Le célèbre trois-mâts l’Orel est devenu le symbole de la ville de Saint-Pétersbourg.

## Le drapeau tricolore russe
Les premières couleurs de la Russie, blanc, bleu et rouge (drapeau de la Russie) proviendrait du pavillon de la frégate Orel. Plus tard, ce drapeau fut standardisé et placé sur tous les navires de Pierre le Grand. Sur les couleurs choisies, plusieurs hypothèses se dessinent : selon une version, les couleurs seraient basées sur le drapeau hollandais afin d'honorer les hommes qui construisirent cette frégate et les membres de l'équipage. L'autre version : les trois couleurs seraient issues du grand-duché de Moscou.

## Sources
- (en) Cet article est partiellement ou en totalité issu de l’article de Wikipédia en anglais intitulé « Russian frigate Oryol » (voir la liste des auteurs).